# إيغور غاودي
إيغور غاودي (بالإيطالية: Igor Gaudi)‏ مواليد 10 أبريل 1975 في ريميني، هو لاعب كرة مضرب إيطالي سابق. أعلى تصنيف له في الفردي كان المركز الـ 169 في سنة 1999. أعلى تصنيف له في الزوجي كان المركز الـ 221 في سنة 1997.

## النهائيات

### الفردي: (1)
| الرقم | السنة | الدورة                   | الأرضية | المنافس في النهائي | النتيجة في النهائي |
| ----- | ----- | ------------------------ | ------- | ------------------ | ------------------ |
| 1.    | 1999  | مانشستر, المملكة المتحدة | عشبية   | نيفيل غودوين       | 7–6(8–6), 6–2      |

### الزوجي: (2)
| الرقم | السنة | الدورة          | الأرضية | الشريك          | المنافس في النهائي              | النتيجة في النهائي |
| ----- | ----- | --------------- | ------- | --------------- | ------------------------------- | ------------------ |
| 1.    | 1995  | ميرانو, إيطاليا | ترابية  | كريستيان براندي | جورجيو جاليمبيرتي فيديريكو روفي | 7–6, 6–3           |
| 2.    | 2001  | صوفيا, بلغاريا  | ترابية  | ستيفانو غالفاني | أوسكار هيرنانديز ديمتري فلاسوف  | 6–4, 6–1           |

## روابط خارجية
- إيغور غاودي على موقع رابطة محترفي التنس (الإنجليزية)
- إيغور غاودي على موقع الاتحاد الدولي لكرة المضرب (الإنجليزية)
- إيغور غاودي على موقع خلاصة التنس.كوم (الإنجليزية)